# Chabolovskaïa (métro de Moscou)
Chabolovskaïa (en russe : Ша́боловская et en anglais : Shabolovskaya) est une station de la ligne Kaloujsko-Rijskaïa (ligne 6 orange) du métro de Moscou, située sur le territoire du raïon Donskoï dans le district administratif sud de Moscou.

## Situation sur le réseau
Établie en souterrain, à 47 mètres sous le niveau du sol, la station Soukharevskaïa est située au point 52+68,8 de la ligne Kaloujsko-Rijskaïa (ligne 6 orange), entre les stations Oktiabrskaïa (en direction de Medvedkovo), et Leninski prospekt (en direction de Novoïassenevskaïa).